# Sauber C24
La Sauber C24 è una vettura di Formula 1, con cui la scuderia svizzera affronta il campionato 2005, l'ultima costruita prima del passaggio della squadra alla BMW.

## Presentazione
La Sauber C24 sarebbe dovuta essere lanciata a Kuala Lumpur, in Malesia, l'11 gennaio per celebrare il decimo anniversario della Petronas, ma il lancio è stato annullato a causa del disastro dello tsunami in Asia nel 2004. Questa vettura è stata la prima completamente progettata con la nuova galleria del vento del team a Hinwil. Il motore era un Petronas 05A 3.0 V10.

### Livrea e sponsor
Sono pochi i cambiamenti rispetto alla stagione precedente: le differenze principali consistono nella scomparsa dello sponsor Red Bull, dato che l'azienda austriaca era entrata nel mondo della Formula 1 con una propria squadra, e nel cambiamento del colore del muso dal bianco al blu per il passaggio agli pneumatici Michelin.

## Sviluppo

### Aerodinamica
Per la prima volta nel corso della sua storia, la scuderia elvetica ha potuto usufruire già dall'inverno dell'utilizzo della sua avveniristica galleria del vento, che la stagione precedente era stata utilizzata, con ottimi risultati, nella seconda parte del campionato per sviluppare ulteriormente la Sauber C23. A causa delle restrizioni previste nel nuovo regolamento tecnico, che colpiscono in particolar modo l'aerodinamica delle monoposto, grande cura è stata posta riguardo a questo aspetto: la C24 presenta una linea sinuosa e decisamente lineare, che mira a compensare la perdita di carico dovuta alle modifiche imposte agli alettoni. Proprio in questo settore i progettisti svizzeri, per ciò che concerne l'avantreno, hanno cercato di recuperare tale perdita introducendo un doppio profilo sovrapposto alla struttura portante, che comunque è stata abbandonata al termine dei test prestagionali. Per ciò che concerne le pance laterali, è stato compiuto un grosso lavoro di miglioramento del raccordo fra il telaio e le fiancate: le prese d'aria appaiono più piccole e sollevate rispetto a quelle della C23, mentre le fiancate sono più rastremate rispetto a quelle della progenitrice e presentano, per aumentare la deportanza, un piccolo profilo alare e una pinna che copre parte della ruota. In superficie è poi possibile notare delle fessure, che presuppongono la possibilità d'installare delle prese d'aria a camino. Gli scarichi del motore, infine, sono piuttosto avanzati rispetto alla C23 e racchiusi da una carenatura di piccole dimensioni.

### Motore
Come da tradizione, la Sauber monta il propulsore Ferrari utilizzato dalla scuderia di Maranello nella stagione precedente: per ciò che concerne il cambio, invece, nonostante l'utilizzo del propulsore italiano, la scuderia elvetica ha preferito realizzare autonomamente il cambio, sia per ridurre i costi sia per mantenere una certa autonomia realizzativa rispetto alla Ferrari.

## Carriera agonistica

### Test
Felipe Massa viene confermato mentre Jacques Villeneuve, che la stagione precedente aveva corso gli ultimi tre Gran Premi per la Renault, viene ingaggiato per sostituire il partente Giancarlo Fisichella, approdato proprio alla scuderia francese. 

### Cronaca della stagione
La vettura non si rivela molto competitiva: il miglior risultato ottenuto è il quarto posto ottenuto da entrambi i piloti, nel Gran Premio di San Marino per Villeneuve e in Canada per Massa. La stagione vede concludere la scuderia svizzera all'ottavo posto: è l'ultima stagione come costruttore indipendente, in quanto, dal 2006, la maggioranza delle quote vengono acquistate dalla BMW; Peter Sauber ritornerà pienamente proprietario della scuderia nel 2010, con il disimpegno del costruttore tedesco.

## Risultati completi
| Anno | Team   | Motore               | Gomme | Piloti     |    |     |    |    |     |    |    |   |    |     |    |    |     |     |    |    |    |    |    | Punti | Pos. |
| ---- | ------ | -------------------- | ----- | ---------- | -- | --- | -- | -- | --- | -- | -- | - | -- | --- | -- | -- | --- | --- | -- | -- | -- | -- | -- | ----- | ---- |
| 2005 | Sauber | Petronas 05A 3.0 V10 | M     | Villeneuve | 13 | Rit | 11 | 4  | Rit | 11 | 13 | 9 | NP | 8   | 14 | 15 | Rit | 11  | 11 | 6  | 12 | 12 | 10 | 20    | 8º   |
| 2005 | Sauber | Petronas 05A 3.0 V10 | M     | Massa      | 10 | 10  | 7  | 10 | 11  | 9  | 14 | 4 | NP | Rit | 10 | 8  | 14  | Rit | 9  | 10 | 11 | 10 | 6  | 20    | 8º   |

| Legenda | 1º posto     | 2º posto | 3º posto    | A punti         | Senza punti/Non class.  | Grassetto – Pole position Corsivo – Giro più veloce |
| Legenda | Squalificato | Ritirato | Non partito | Non qualificato | Solo prove/Terzo pilota | Grassetto – Pole position Corsivo – Giro più veloce |